# Audre Lordeová
Audre Lordeová (rodným jménem: Audrey Geraldine Lordeová; 18. února 1934 New York – 17. listopadu 1992 Svatý Kříž) byla americká černošská básnířka, prozaička, aktivistka a lesbická feministka. Její poezie se prolínala s jejím aktivismem a pojednávala o tématech, jako je lesbismus, černošská identita, feminismus a útlak všelijakých menšin. Změnu svého jména vysvětlila v próze Zami: A New Spelling of My Name. Svou zkušenost s rakovinou prsu a mastektomií popsala v knize The Cancer Journals. Vystudovala knihovní vědu na Kolumbijské univerzitě, absolvovala v roce 1961.

### Poezie
- The First Cities (1968)
- Cables to Rage (1970)
- From a Land Where Other People Live (1973)
- New York Head Shop and Museum (1974)
- Coal (1976)
- Between Our Selves (1976)
- Hanging Fire (1978)
- The Black Unicorn (1978)
- Chosen Poems: Old and New (1982)
- Our Dead Behind Us (1986)
- The Marvelous Arithmetics of Distance: Poems 1987–1992 (1993)
- The Collected Poems of Audre Lorde (1997)

### Próza a eseje
- The Cancer Journals (1980)
- Uses of the Erotic: the erotic as power (1981)
- Zami: A New Spelling of My Name (1983)
- Sister Outsider: Essays and Speeches (1984)
- A Burst of Light and Other Essays (1988)
- Your Silence Will Not Protect You: Essays and Poems (2017)
- I Am Your Sister: Collected and Unpublished Writings of Audre Lorde (2009)